# گرونوینکل
گرونوینکل (به آلمانی: Grünwinkel) یک منطقهٔ مسکونی در آلمان است که در کارلسروهه واقع شده‌است. گرونوینکل ۱۰٬۴۸۳ نفر جمعیت دارد.